# Kūh-e Khvorzīn
Kūh-e Khvorzīn är ett berg i Iran.   Det ligger i provinsen Markazi, i den centrala delen av landet, 200 km söder om huvudstaden Teheran. Toppen på Kūh-e Khvorzīn är 2 233 meter över havet, eller 412 meter över den omgivande terrängen. Bredden vid basen är 2,9 km.
Terrängen runt Kūh-e Khvorzīn är huvudsakligen kuperad, men västerut är den platt. Runt Kūh-e Khvorzīn är det ganska glesbefolkat, med 25 invånare per kvadratkilometer. Närmaste större samhälle är Maḩallāt, 15,4 km söder om Kūh-e Khvorzīn. Trakten runt Kūh-e Khvorzīn består i huvudsak av gräsmarker.